# 玫瑰園

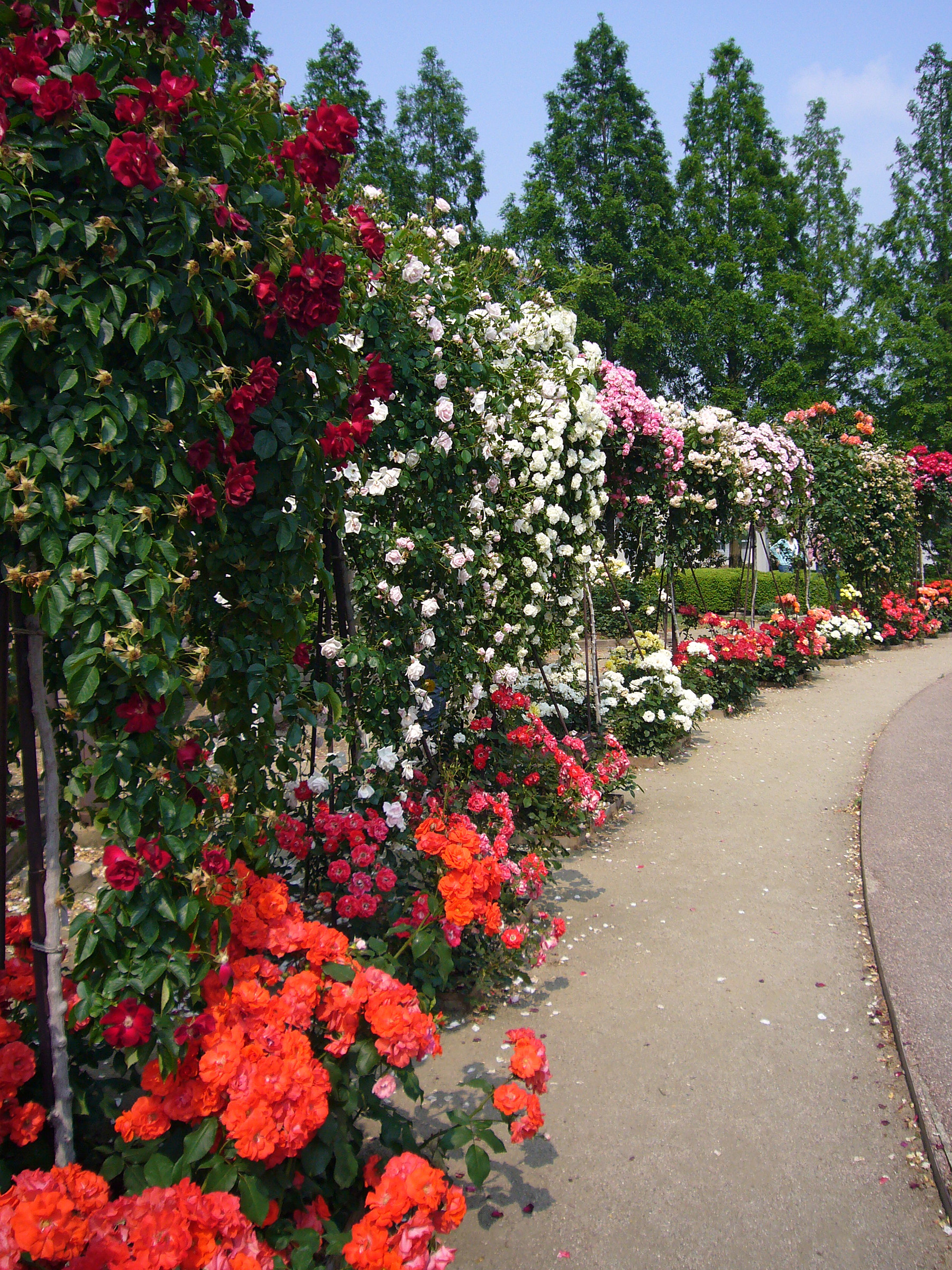
日本兵庫縣的荒牧玫瑰公園

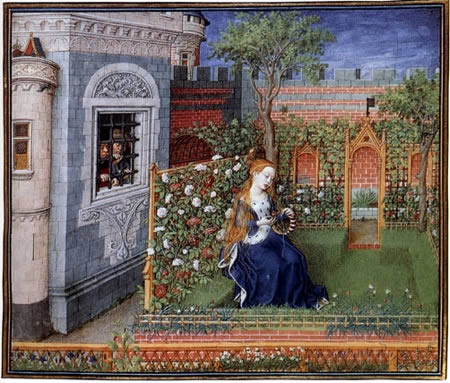
《玫瑰園中的艾米麗》（約1460年）

玫瑰園（英語： / ）是一種通常向公眾開放的花園或公園，用於展示和種植各種類型的觀賞玫瑰，有時也包括薔薇品種。大多數情況下，玫瑰園是一個較大型公園的一部分。其設計可能千差萬別，可以讓玫瑰與其他植物一起展示；或者按照玫瑰花圃的顏色、品種及類別進行分組展示。從技術上說，玫瑰園屬於特殊類型的灌木園，但通常被視為花園。這是因為玫瑰園的起源可以追溯到中世紀的歐洲，那時玫瑰已經說是種植面積最廣和最受歡迎的花卉，並且已經存在於眾多園林的栽培品種中。

## 玫瑰園起源

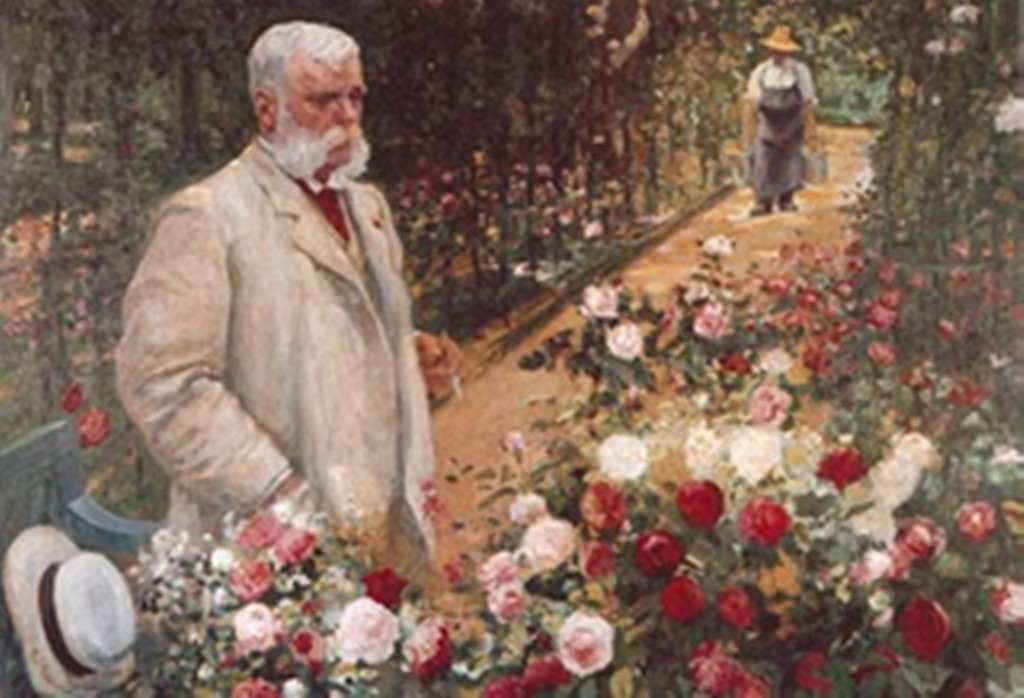
朱爾斯·格拉維羅在馬恩河谷玫瑰園

在超過150種玫瑰中，中國月季對於如今的花園玫瑰品種貢獻最大；月季等薔薇屬花卉在中國被培育成園林觀賞花卉的歷史長達1000餘年，而在歐洲也有200多年的歷史。據信，只是在5000年前，大部分位於溫帶地區的早期文明就有種植薔薇屬植物的痕跡。眾所周知，最早種植玫瑰的文明是位於兩河流域的古巴比倫。而在公元前14世紀的古埃及金字塔墓葬中也發現了玫瑰畫。同時在至少公元前500年開始，就有記錄顯示玫瑰開始在中國園林和古希臘園林中被種植。最初的許多植物育種者使用玫瑰作為原料，因為這是獲得結果的快速方法。

## 關聯詞條
- 蔷薇属
- 薔薇品種列表（英语：List of Rosa species）
- 以人名命名的玫瑰品種列表（英语：List of rose cultivars named after people）
- 玫瑰測試場（英语：Rose trial grounds）